# Mike Kress
Mike Kress (* 9. Mai 1968) ist ein US-amerikanischer Basketballtrainer. Er war Cheftrainer der österreichischen Damen-Nationalmannschaft.

## Laufbahn
Der aus Chicago stammende Kress studierte an der Villanova University im US-Bundesstaat Pennsylvania sowie an der University of St. Francis (Bundesstaat Illinois). Von 1987 bis 1991 war er an der St. Rita High School in Chicago als Co-Trainer tätig, zwischen 1991 und 2001 hatte er diese Aufgabe an der University of St. Francis inne. Zugleich war er Cheftrainer der zweiten Basketball-Mannschaft der Hochschule (junior varsity). In der Saison 2001/02 gehörte Kress als Co-Trainer zum Stab des Kennedy-King College. Darüber hinaus war Kress bei zahlreichen Camps als Trainer tätig.
2002 ging er nach Österreich und trat bei UKJ St. Pölten die Stelle des Co-Trainers der Bundesliga-Mannschaft sowie des Leiters der Jugendabteilung an. 2006 wechselte er von St. Pölten zu den Kapfenberg Bulls, für die er bis 2009 als Jugendtrainer arbeitete. In der Saison 2009/10 war Kress Co-Trainer des griechischen Erstligisten AS Trikala, 2010 kehrte er nach Österreich zurück und übernahm den Cheftrainerposten beim Damen-Bundesligisten UBBC Herzogenburg. Kress, der mit der ehemaligen österreichischen Basketballspielerin Edith Minarz verheiratet ist, blieb bis 2012 im Amt. 2011 wurde er Cheftrainer der österreichischen Damen-Nationalmannschaft, 2012 und 2014 gewann das Team unter Kress’ Leitung die Europameisterschaft der kleinen Länder. Damen-Nationaltrainer war Kress bis 2014, im Sommer 2015 war er als Trainer für Österreichs weibliche U20-Nationalmannschaft verantwortlich.
2013 trat er das Amt des hauptamtlichen Jugendtrainers beim Wiener Verein Basket Flames an und übte dieses folglich teils parallel zu seinen Tätigkeiten für den Österreichischen Basketballverband aus. Im Sommer 2016 verließ er die Flames und zog sich aus privaten Gründen zunächst aus dem Basketball zurück. Später war er wieder als Trainer bei Basketball-Camps tätig. In die Arbeit des Niederösterreichischen Basketballverbands brachte sich Kress als Trainerreferent ein. Bis Ende November 2019 war er Trainerreferent des Wiener Basketball Verbandes. Im Mai 2021 stand er mit der männlichen U19 von SKN St. Pölten im Endspiel um die österreichische Staatsmeisterschaft, verlor dieses aber. 2022 führte Kress die SKN-Jugend dann zum Gewinn der Staatsmeisterschaft in der Altersklasse U19. Als sich SKN St. Pölten im März 2024 von Mike Coffin trennte, übernahm Kress als Übergangstrainer die Leitung der Erstligamannschaft.